# Eugenio Torelli Viollier
Eugenio Torelli Viollier (Nápoles, 26 de marzo de 1842 - Milán, 26 de abril de 1900) fue un periodista y político italiano, cofundador en 1876 del periódico Corriere della Sera y su primer director. Con el Corriere trató de impulsar en Italia un modelo periodístico objetivo y liberal, inspirado en la prensa anglosajona. Tras 24 años en el cargo y antes de morir, escogió como sucesor en la dirección a Luigi Albertini. Entre 1875 y 1886 estuvo casado con la escritora Marchesa Colombi.

## Infancia
Su padre era un abogado napolitano, Francesco Torelli, quien pertenecía a una familia de juristas liberal-reformistas, partidarios del Reino de las Dos Sicilias. Francesco estaba casado en segundas nupcias con una francesa, Giuseppina Viollier, con la que tuvo a Eugenio. Este utilizará los dos apellidos, el paterno y el materno, cuando obtuvo el pasaporte francés en 1866.
Eugenio quedó pronto huérfano. En 1852 fue confiado, junto con sus hermanos, a su hermanastra Luisa, hija del primer matrimonio de su padre.

## Adhesión al movimiento garibaldino
El 25 de junio de 1860, a resultas de los cambios políticos tras la concesión del Estatuto por parte de Francisco II de las Dos Sicilias, Torelli Viollier fue llamado para servir en el recién constituido Ministerio del Interior. Sin embargo Torelli Viollier rechazó formar parte de la administración monárquica, abandonó Nápoles y se unió a los camisas rojas del general Giuseppe Garibaldi. El 3 de enero de 1861 entró en Nápoles con las tropas garibaldinas y formó parte de la administración provisional.

## Alexandre Dumas y París
Alexandre Dumas (padre), ferviente partidario de Garibaldi, había fundado en Italia el periódico L'Indipendente para apoyar su causa. Torelli Viollier trabajará en esta publicación y llegará a ser secretario personal de Dumas. Cuando el escritor francés decide regresar a su patria, llevará consigo a Torelli Viollier, quien conocerá en París al editor italiano Giovanni Battista Sonzogno. Pocos meses después, Torelli Viollier se trasladará a Milán para trabajar en la editorial de Sonzogno.

## Regreso a Italia (1866-1875)
En enero de 1866 Torelli Viollier es el director responsable de dos periódicos de Sonzogno: L'illustrazione universale y L'Emporio pittoresco.

### Il Secolo
En 1871 comienza a trabajar en el principal periódico milanés, Il Secolo, editado también por Sonzogno, donde redacta la crónica social, la de sucesos y críticas teatrales. Colabora también con Il Gazzettino rosa de Bizzoni y Felice Cavallotti, de la que se apartará cuando el periódico deje su tono moderado y adopte posiciones radicales y antimonárquicas. Cuando también Il Secolo defienda ideas mazzinianas, su relación con Sonzogno se resentirá. Pese a todo, Torelli Viollier continuó vinculado a Il Secolo durante todo el año 1871, aunque no compartiera su línea editorial. Su disidencia (y también su mal carácter) le procuraron algunos enemigos: el principal fue Cavallotti, con quien había mantenido amistad en los tiempos napolitanos, pero con quien mantendrá a partir de entonces y durante toda su vida una enconada e irreconciliable disputa.

### Corriere di Milanoy laIllustrazione Italiana
Torelli Viollier dejó definitivamente de trabajar para Sonzogno en 1872, cuando empieza a colaborar con el Corriere di Milano, periódico perteneciente a la derechista Asociación Constitucional y dirigido por Emilio Treves (un liberal moderado y monárquico que, en tiempos, había sido garibaldino). Torelli Viollier era mucho más afín a las posiciones moderadas y monárquicas de Treves y su periódico que a las de Sonzogno, con quien –a pesar de sus diferencias políticas- mantuvo una buena relación personal.
Al tiempo que escribe en el Corriere di Milano también empezó a colaborar con Illustrazione Italiana, con lo que mejoró considerablemente su situación económica y pudo acoger en Milán a su hermanastra Luisa y a uno de sus hermanos, el más joven, Titta Torelli. Sin embargo, el Corriere di Milano fue absorbido en 1874 por el Pungolo y tanto Treves como Torelli Viollier debieron abandonar la publicación.
Desde finales de 1874 hasta otoño de 1875, Torelli Viollier estuvo sin trabajo, con estrecheces económicas.

### La Lombardía
En 1875 se produjo un cambio en la propiedad del periódico La Lombardía, una publicación donde se publicaban los actos oficiales de la provincia de Milán. El nuevo propietario, el abogado Riccardo Pavesi, buscaba un director joven y resuelto, sin compromisos, condiciones que cumplía Torelli Viollier. Se puso en contacto con él y se reunieron en el Caffè Gnocchi. Tras varios encuentros, Torelli Viollier obtuvo finalmente la dirección del periódico, cargo dotado de unos importantes emolumentos. 
En su declaración de intenciones destacó su deseo de hacer un periodismo objetivo y sereno, tomando como modelo el de la prensa inglesa.

Queremos hacer un diario objetivo; un diario que antes de discutir las cuestiones, las estudie; que antes de sostener un punto, lo dilucide; que más que tomar partido, explique. Esta es la tarea que se imponen principalmente los periódicos ingleses, los periódicos del pueblo que mejor entiende y practica la libertad.
Eugenio TORELLI VIOLLIER

Desde el timón de La Lombardía tuvo la posibilidad de aumentar su experiencia y prestigio profesionales, de hacerse conocer y estrechar contactos con los ambientes políticos. Torelli Viollier tenía ya entonces el proyecto de fundar un nuevo periódico que fuera totalmente independiente, incluso de los partidos derechistas y de la Associazione Costituzionale, a los que se sentía afín. Había dos dificultades para su plan: la ausencia de un patrocinador que no exigiera contrapartidas políticas o personales y la propia saturación editorial de Milán, donde ya existían ocho periódicos. Il Secolo era el más seguido por los moderados y la Perseveranza e Il Pungolo por los conservadores.

## ElCorriere della Sera

### Génesis
A finales de 1875 se dieron las condiciones para que Torelli Viollier pudiera fundar un nuevo periódico: por una parte, en la sociedad había un gran interés por la política y se sentía la necesidad de hacer cambios (se intuía la derrota de la derecha en las próximas elecciones); por otra, Torelli Viollier (gracias a su cargo de director de La Lombardía) había establecido lazos con personas adineradas que podían invertir en su proyecto periodístico. Encontró tres socios: Riccardo Pavesi (que, en su día, había encargado a Torelli Viollier la dirección de La Lombardia) y los abogados Riccardo Bonetti y Pio Morbio. Bonetti entró en la sociedad por amistad con Pavesi y Morbio (hijo del historiador Carlo Morbio) tenía una hermana casada con Benigno Crespi quién, de allí a pocos años, se convertirá en propietario del Corriere. 
Del capital inicial que esperaban reunir (cien mil liras), en febrero de 1876 sólo reúnen treinta mil. Su proyecto (a diferencia de otros periódicos) no contaba con ninguna subvención ministerial ni con el apoyo de ningún gran grupo industrial. El primer administrador del periódico fue el propio hermano de Eugenio, Titta Torelli, un gestor muy eficaz que trabajó en el periódico sin obtener ninguna remuneración. Para la sede social se escogió el lugar más prestigioso de Milán, la Galería Víctor Manuel II, aunque en realidad la entrada estaba en la via Ugo Foscolo. Así, la dirección del periódico (que se mantendrán hasta el 30 de septiembre de 1880, cuando se traslade a la via San Pietro all'Orto) será «Galleria Vittorio Emanuele 77-Via Ugo Foscolo 5».
Para la tipografía, se recurre a un profesional de la via Marino, Enrico Reggiani. Las relaciones entre los gestores del Corriere y Reggiani resultaron tormentosas y estuvieron caracterizadas por la desconfianza y la descortesía. En 1880 se prescindirá de Reggiani y se recurrirá a la empresa A. Gattinoni, radicada en via Pasquirolo.
Titta Torelli también se enfrentó al problema del costo del papel, que resultaba carísimo para las posibilidades económicas del nuevo periódico. Los recursos de los que disponía le permitirían publicar durante un año. Pese a esta precariedad, la empresa siguió adelante gracias a la voluntad de Eugenio.
Para el nombre de la cabecera, escogen Corriere (nombre que se iba imponiendo en los nuevos periódicos de Italia frente a los tradicionales Avvisatore, Eco o Gazzetta) y della Sera («de la tarde», en español) porque se editaba por la tarde.
El Corriere della Sera quería dirigirse al sector político moderado, que no tenía ningún periódico con el que sentirse identificado, ya que tanto Il Pungolo como Perseveranza estaban radicalizados. Torelli Viollier propugnó una línea editorial independiente de la política, que apoyara la conciliación y el posibilismo. Su proyecto fue acogido con hostilidad por los medios periodísticos milaneses. 
Antes de salir el primer número, ya habían conseguido quinientas solicitudes de abono. 

### Primer número
Para el primer día de circulación se editaron quince mil ejemplares, aunque después la tirada se asentará en tres mil (una décima parte de los que editaba el Secolo). 
El primer número salió a las nueve de la tarde de domingo 5 de marzo de 1876. El precio por ejemplar era de cinco céntimos en Milán y siete fuera de la ciudad. Estaba compuesto por cuatro páginas a cinco columnas. En la primera, venía un escrito de Torelli Viollier titulado «Al pubblico», y también el inicio de una novela por entregas que continuaba en la segunda página. La cuarta se dedicó a la publicidad. Muchos textos, al estilo de la prensa de la época, procedían de otros periódicos de reino, como Fanfulla, Bersagliere o la Gazzetta d'Italia. 
El número apareció el primer domingo de Cuaresma, al día siguiente del final del Carnaval. Ese día el resto de los periódicos no publicó, por lo que la edición del Corriere se agotó. La recaudación de aquel día se entregó al Pio Istituto Tipografico.

### El año electoral de 1876
El 18 de marzo de 1876, trece días después de la publicación del primer número del Corriere, cayó el Gobierno y se perfiló un posible gabinete de izquierdas. Torelli Viollier defendió desde su periódico posiciones moderadas y adoptó un papel mediador. La caída del segundo gobierno del conservador Marco Minghetti fue propiciada incluso por la propia derecha, que veía en este cambio una oportunidad de renovación, no sólo desde el punto de vista político, sino también en el generacional. La llegada de la izquierda al poder era vista con tranquilidad, hasta el punto de que la Bolsa de Milán no tuvo movimientos significativos (ni al alza ni a la baja) durante aquellos días finales de marzo.
En las elecciones de noviembre de 1876, el Corriere inaugura una práctica que se convertirá en tradicional y distintiva del periódico: aconsejar una lista de candidatos de todas las tendencias políticas por considerarlos los más apropiados. Otros periódicos también realizaban sus listas, pero la del Corriere se distinguía por su variedad y por su independencia de criterio, algo posible gracias a que el Corriere no dependía de fondos públicos, no estaba ligado a ningún partido político y a la libertad intelectual que Torelli Viollier defendía acendradamente.
Otra costumbre que se instauró en tiempo de Torelli Viollier fue la exposición de los resultados electorales en un cartelón en la fachada del periódico, antes de su publicación en la prensa. Esta costumbre también se extendió a otras noticias importantes. Aunque con tal práctica se podían perder ventas, puesto que el lector ya conocía el contenido del periódico, denota el espíritu de Torelli Viollier de ante todo, informar.

### Abandono de la dirección del periódico
En junio de 1898, Torelli Viollier dejó la dirección del periódico. Le sustituyó Domenico Oliva. El periodista Luigi Albertini se encargó de la gestión administrativa. Por iniciativa de Albertini, el periódico conocerá importantes transformaciones y gran crecimiento, aunque sus disensiones políticas con el conservador Oliva le obligarán, al cabo de los años, a abandonar la gestión del diario.

## Matrimonio
Poco antes de la salida del primer número del Corriere, Torelli Viollier se casó con una maestra de Novara llamada Maria Antonietta Torriani, quien tenía vocación por la escritura y firmaba sus obras como Marchesa Colombi. Era una mujer independiente, de fuerte personalidad e ideas avanzadas (se la considera una precursora del feminismo en Italia), que frecuentaba los salones literarios y tenía (a diferencia de Torelli Viollier) costumbres muy liberales (Torriani mantuvo una breve relación amorosa con Giosuè Carducci).
Maria Antonietta Torriani y la hermanastra de Torelli Viollier (con la que éste tenía un vínculo muy estrecho) nunca simpatizaron y la vida familiar se llenó de discusiones y tensiones. La situación se agravó cuando llegó a la casa a pasar unas vacaciones una joven sobrina de Maria Antonietta Torriani a la que Torelli Viollier demostró su simpatía. Esto motivó los celos de la Torriani, quien reprendió severamente a su sobrina. Esta, sintiéndose culpable, se arrojó por una ventana y se mató. Torelli Viollier recibió esta noticia en Nápoles, adonde había viajado por motivos laborales, y se sintió profundamente afectado. Decidió terminar entonces con su matrimonio y ya, en lo sucesivo, no volvió a casarse.